# Natación con aletas
La natación con aletas (en inglés: finswimming), también conocida como natación subacuática, es una disciplina de las actividades subacuáticas en la que los deportistas se desplazan en la superficie del agua o totalmente sumergidos usando un par de aletas o una monoaleta, movidas únicamente por su fuerza muscular. El organismo internacional que regula esta actividad es la Confederación Mundial de Actividades Subacuáticas (CMAS). En la natación con aletas se alcanzan velocidades hasta un 50% más altas que en la natación convencional.

## Desarrollo
El desarrollo de la natación con aletas se dio principalmente en Europa del Este, durante la década de 1960. En la mayoría de los campeonatos del mundo la antigua Unión Soviética y China, fueron los países que acumulaban más títulos mundiales; los puestos secundarios eran ocupados por países como Italia y Alemania. Sin embargo, en la última década se ha visto el surgimiento y desarrollo de la natación con aletas a nivel mundial, perfilándose nuevas potencias como Ucrania, Colombia, Grecia, Corea del Sur, además de las portencias históricas: Rusia, China, Italia y Alemania.
En el continente americano, la participación ha sido más bien discreta, por parte de países como Estados Unidos, Canadá, Chile, Cuba, Argentina, México, Venezuela, y a la cabeza Colombia, país que además de ser el campeón Panamericano ya posee varios títulos mundiales tanto en la categoría juvenil como en mayores.

## Objetivo
El objetivo de la natación con aletas a nivel competitivo es realizar determinado recorrido en el menor tiempo posible, la distancia e instrumentos varían de acuerdo a la prueba. El objetivo de la salida es impulsarse lo más rápido posible para adquirir una mayor velocidad de arranque en los primeros metros de la prueba.

## Implementos

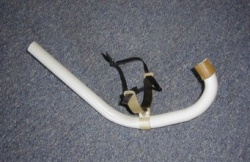
Snorkel frontal utilizado en la natación con aletas

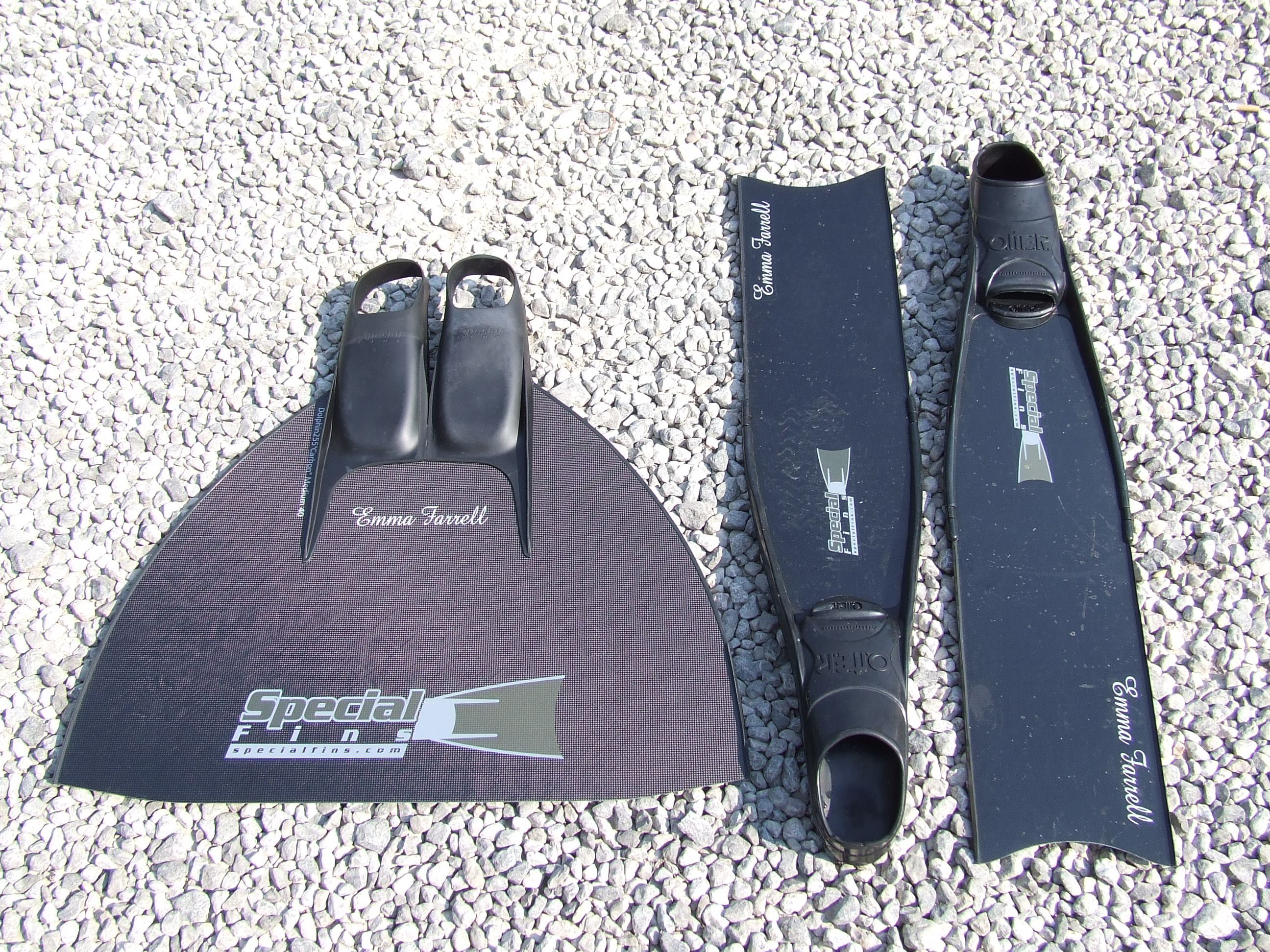
Monoaleta y bialetas

Los implementos que se utilizan en la natación con aletas son los siguientes:
- Bialetas (son las aletas convencionales, una en cada pie, deben ser homologadas por la CMAS)
- Monoaleta (que es una sola aleta donde van metidos los dos pies); la cual ofrece un mayor desplazamiento y velocidad al nadador.
- Careta o gafas (opcional).
- Gorro de natación (opcional).
- Tubo de respiración (snorkel).
- Botella de aire comprimido (escafandra o tanque).
- Traje de competición o Fastskin (homologado por la CMAS).

La técnica empleada por la mayoría de nadadores para nadar con la monoaleta (aunque no está especificada en el reglamento CMAS), consiste en colocar los brazos completamente estirados por encima de la cabeza superponiendo las manos de la forma más hidrodinámica posible. El movimiento del tronco hacia las extremidades inferiores es similar al de los delfines y otros mamíferos acuáticos.

## Técnicas de nado

### Superficie
En las pruebas de superficie se compite, como su nombre lo dice, desplazándose sobre la superficie del agua utilizando monoaleta o bialetas y un tubo de respiración (snorkel). Sólo es permitido desplazarse 15 metros bajo el agua después de la salida y de cada giro; luego de este trayecto una parte del nadador o del equipo debe permanecer sobre la superficie del agua. Las distancias de competencia son: 50 m, 100 m, 200 m, 400 m, 800 m, 1500 m, relevos 4 x 100 m y 4x200 m.

### Apnea
En la natación con aletas en apnea se nada 50 metros debajo del agua (no se respira durante toda la prueba), el estilo de nado no está especificado y se puede nadar con monoaleta o bialetas al igual que en las pruebas de superficie. La mayoría de nadadores utilizan monoaleta en las competencias debido a que esta les ayuda a desplazar más agua y así conseguir una mayor velocidad.
La prueba de 50 m apnea es la más rápida de la natación con aletas alcanzándose velocidades superiores a los 12 km/h. El récord mundial de esta prueba lo ostenta el ruso Pavel Kabanov con un tiempo de 13.70 segundos, logrando una velocidad 50% mayor a la alcanzada en la natación convencional por César Cielo, recordista mundial de natación en 50 m libre quien tiene una marca de 20.91 segundos en dicha prueba.

### Inmersión

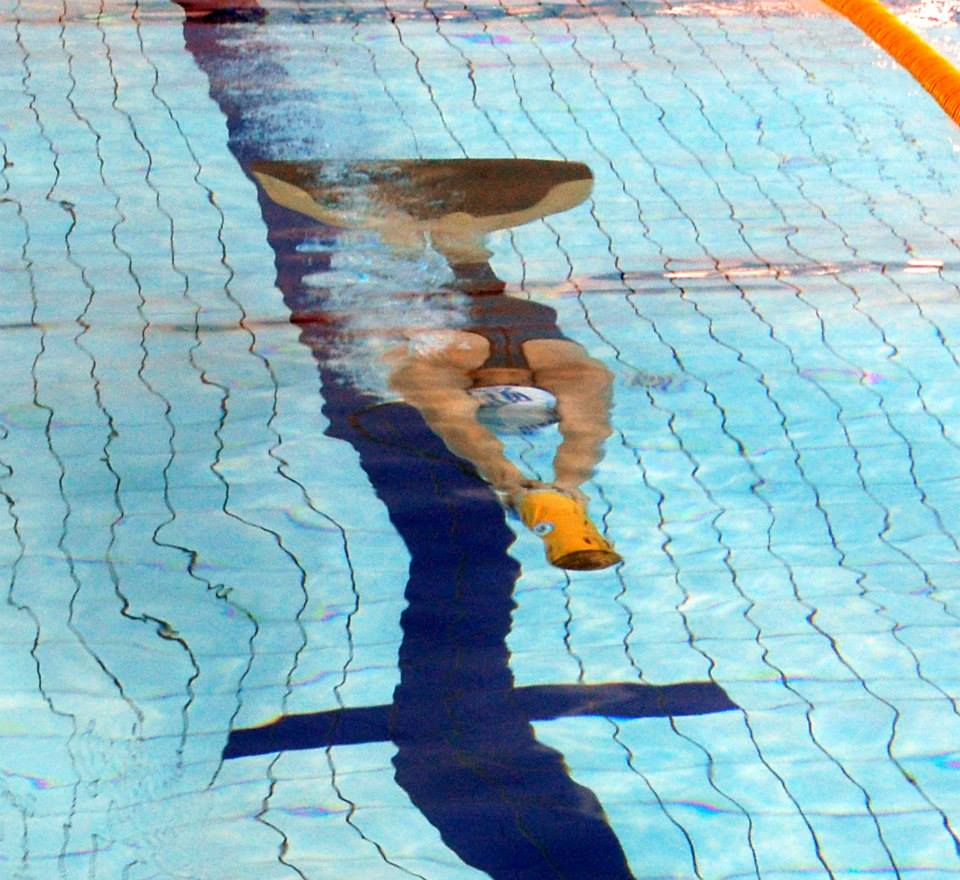
Nadador con aletas en inmersión con equipo respirador

Las pruebas de inmersión con escafandra son las más características de esta disciplina deportiva. En esta especialidad se nada con bialetas o monoaleta bajo la superficie del agua, como en la especialidad de apnea, pero a diferencia de la anterior, en la cual se contiene la respiración, en las pruebas de inmersión se utiliza un dispositivo respiratorio que contiene aire comprimido. Las pruebas de competencia son de 100 m, 200 m y 400 m donde el nadador no puede sacar la cabeza en ningún momento del recorrido.
En las pruebas de nado en inmersión con escafandra, el estilo de nado del competidor es libre. La botella no puede cambiarse ni abandonarse durante la prueba.
El modo de portar la escafandra es libre. Siendo aconsejable llevar la misma por delante del cuerpo con los brazos extendidos para facilitar la hidrodinámica del nadador.

### Bialetas
En la especialidad de bialetas se nada utilizando exclusivamente las bialetas (que son las aletas convencionales) y se nada sobre la superficie del agua. El tubo de respiración o snorkel es obligatorio en cada una de las pruebas. El estilo de nado es el crol sobre el pecho (también conocido como estilo libre), las distancias reglamentarias para esta especialidad son 50, 100 y 200 metros. Las bialetas deben estar homologadas por la CMAS.

## Clases de competiciones

### En piscina
Se lleva a cabo en instalaciones cerradas, tales como piscinas olímpicas, que deben tener las medidas reglamentarias (50 m de largo x 21 m o 25 m de ancho).

### En aguas abiertas
La natación con aletas en aguas abiertas es definida como cualquier competición que tiene lugar en ríos, lagos o en el mar. Las pruebas reglamentarias de natación con aletas en aguas abiertas se realizan en superficie, aunque también se realizan pruebas en bialetas.

## Relevos
- En piscina: 4 × 100 m y 4 × 200 m metros en superficie.

- Larga Distancia: 4 x 2000 metros mixto en superficie.[9]

Podemos ver en campeonatos nacionales y festivales de este deporte otras distancias para competir, pero en cuanto a todos los campeonatos organizados por la CMAS se manejan sólo estas distancias.